# Dylan Page
Dylan George Page (Amherst, 28 marzo 1982) è un ex cestista statunitense, che giocava nel ruolo di ala piccola.

## Carriera
Si forma a livello liceale nella Amherst High School. Nel 2000 passa alla Università del Wisconsin a Milwaukee dove in quattro stagioni gioca 102 incontri con una media di 13,6 punti, 5,1 rimbalzi e 1 assist a partita.
Nella stagione 2004-05 arriva in Europa, infatti gioca nel campionato greco nelle file del MENT Vassilakis.
L'anno successivo rimane sempre in Grecia, ma nelle file del Panellīnios dove rimane per due stagioni.
Per la stagione 2007-08 si trasferisce in Spagna nelle file del Granada.
Nella stagione 2008-09 gioca in Francia con il Pau-Lacq-Orthez; rimane in Francia anche la stagione seguente trasferendosi al Roanne dove rimane per tre stagioni.
Nell'estate del 2012 si trasferisce all'Olimpija Lubiana dove, oltre al campionato sloveno, gioca nella Lega Adriatica e in Eurolega.

## Palmarès
- Campionato ceco: 1

ČEZ Nymburk: 2013-14